# 第551傘兵旅 (以色列)
第551傘兵旅（希伯來語：‎，前稱第409旅）是以色列国防军的後備部隊，隸屬第98傘兵師。此後，該旅持續參與以軍軍事行動，如第一次黎巴嫩戰爭、第二次黎巴嫩戰爭及以色列—哈瑪斯戰爭。